# Sigurd Sjövall
Sigurd Krister Sjövall, född den 22 augusti 1867 i Hova församling, Skaraborgs län, död den 14 februari 1942 i Växjö, var en svensk läkare. Han var son till Ossian Sjövall, bror till Birger Sjövall och far till Helge Sjövall.
Sjövall blev student vid Lunds universitet 1885. Han avlade medicine kandidatexamen vid Karolinska institutet i Stockholm 1890 och medicine licentiatexamen i Lund 1895. Sjövall promoverades till medicine doktor vid Lunds universitet 1899 och blev docent i kirurgi där 1900. Han var underläkare vid länslasarettet i Helsingborg 1896–1897 och vid länslasarettet i Lund 1898, amanuens vid kirurgiska kliniken i Lund 1899 samt lasarettsläkare i Ljungby 1901–1919 och i Växjö 1919–1932. Sjövall blev riddare av Nordstjärneorden 1920 och kommendör av andra klassen av Vasaorden 1931.